# I Did It, Mama

I Did It, Mama est un film muet américain réalisé par D. W. Griffith, sorti en 1909.

## Synopsis
Après avoir volé des bonbons, une petite fille se dénonce quand son frère commence à être accusé.

## Fiche technique
- Titres : I Did It, Mama ou I Did It, Momma[1] ou I Did It[2]
- Réalisation et scénario : D. W. Griffith
- Société de production et de distribution : American Mutoscope and Biograph Company[3]
- Photographie : G. W. Bitzer
- Pays de production :  États-Unis
- Format[2] : Noir et blanc - Muet - 1,33:1 ou 1,37:1[1] - 35 mm[1],[4]
- Longueur de pellicule : 342[1] ou 372 pieds (113 mètres[4])
- Durée : 4 minutes (à 16 images par seconde)[2]
- Date de sortie : 15 mars 1909

## Distribution
Les noms des personnages proviennent de l'Internet Movie Database.
- Gladys Egan : le petit garçon
- Florence Lawrence
- Arthur V. Johnson
- Adele DeGarde : Gladys, la petite fille
- Anita Hendrie : la mère[1],[5]
- Linda Arvidson : une visiteuse[1],[5]
- Dorothy West : la domestique[1],[5]

## Autour du film
Les scènes du film ont été tournées le 15 février 1909 dans le studio de la Biograph à New York.
À sa sortie, le film a été présenté sur la même bobine que The Lure of the Gown.